# Фриц, Стив
Стивен (Стив) Томас Фриц (англ. Stephen "Steve" Thomas Fritz; род. 1 ноября 1967, Салайна, Канзас) — американский легкоатлет, специалист по многоборьям. Выступал за сборную США по лёгкой атлетике в 1990-х годах, обладатель серебряной медали Игр доброй воли в Санкт-Петербурге, чемпион Всемирной Универсиады в Шеффилде, чемпион США в десятиборье, участник летних Олимпийских игр в Атланте.

## Биография
Стив Фриц родился 12 июня 1966 года в городе Салайна, штат Канзас. В юности проявил себя в баскетболе, успешно выступал за команду Хатчинсонского общественного колледжа, с которой выигрывал национальный чемпионат, затем по спортивной стипендии поступил в Университет штата Канзас — на первом году обучения так же состоял в баскетбольной команде Kansas State Wildcats, но затем решил сделать акцент на лёгкой атлетике.
Будучи студентом, в 1991 году представлял США на Всемирной Универсиаде в Шеффилде, где с результатом в 8079 очков превзошёл всех соперников в зачёте десятиборья.
В июле 1992 года отметился победой на международном турнире в Стокгольме.
В 1993 году стал седьмым на чемпионате мира в Штутгарте, выиграл международный турнир Décastar во Франции.
В 1994 году завоевал серебряную награду на Играх доброй воли в Санкт-Петербурге, уступив только своему титулованному соотечественнику Дэну О’Брайену.
В 1996 году выиграл серебряную медаль на чемпионате США и тем самым удостоился права защищать честь страны на летних Олимпийских играх в Атланте — в программе десятиборья с личным рекордом 8644 стал четвёртым, до попадания в число призёров ему не хватило всего 20 очков.
В 1997 году в семиборье был шестым на чемпионате мира в помещении в Париже, в десятиборье одержал победу на чемпионате США в Индианаполисе и занял четвёртое место на чемпионате мира в Афинах.
Завершив спортивную карьеру в 2000 году, впоследствии в течение многих лет работал тренером в легкоатлетической команде Университета штата Канзас. Его жена Сьюзи Фриц возглавляла местную команду по волейболу, сын Ти Джей Фриц проявил себя в баскетболе.